# 栃木敏明
栃木 敏明（とちぎ としあき、1949年4月16日 - ）は、日本の弁護士。第二東京弁護士会会長や、日本弁護士連合会副会長、関東弁護士会連合会理事長等を務めた。

## 人物・経歴

### 略歴
- 1968年 栃木県立栃木商業高等学校商業科卒業。
- 1972年 中央大学法学部卒業。
- 1976年 旧司法試験合格。
- 1979年 弁護士登録。
- 2003年 第二東京弁護士会事務局長。
- 2010年 第二東京弁護士会会長、日本弁護士連合会副会長。
- 2011年 日本弁護士会政治連盟 副理事長[1]、森電機監査役[2]。
- 2013年から関東弁護士会連合会理事長を務め[1]、福島第一原子力発電所事故の損害賠償請求権の時効に関する特別措置法の制定を求める運動などにあたった[3]。
- 2014年 ヨコオ監査役[2]。
- 2019年 春の叙勲で旭日中綬章を受章[4]。

### 講演
- 2004年4月 栃木商業高等学校創立記念日講演会において同窓生として講演「私が弁護士を目指した理由」[5]

## 著書
- 『借地借家の書式全集』（西尾則雄, 奥野滋, 由岐和広と共著）自由国民社 2009年